# J.W. Merkelbach
Johannes Wilhelm Merkelbach (roepnaam: Wim) (Amsterdam, 31 oktober 1871 – 8 december 1922) was een Nederlands fotograaf en filmer. Samen met M.H. Laddé was hij de oprichter van het Eerst Nederlandsch Atelier tot het vervaardigen van Films voor de Bioscoop en Cinematograaf M.H. Laddé & J.W. Merkelbach, de eerste Nederlandse filmstudio. In 1896 was hij co-regisseur van Gestoorde hengelaar, de eerste Nederlandse fictiefilm. en later was hij co-regisseur van de film Solser en Hesse uit 1900.

## Persoonlijk
Merkelbach was een broer van portretfotograaf Jacob Merkelbach en een neef van architect Ben Merkelbach.